# 駒場村 (愛知県)
駒場村（こまばむら）は、かつて愛知県碧海郡にあった村である。
現在の豊田市南部（駒場町・駒新町・生駒町・中田町など）に該当する。

## 歴史
- 1889年（明治22年）10月1日 - 駒場村、中田村が合併し、駒場村が発足。
- 1906年（明治39年）5月1日 - 若園村、堤村、竹村と合併し、高岡村発足。同日駒場村は廃止。